# Inmigración eslovena en Argentina
La inmigración eslovena en Argentina comenzó en el último cuarto del siglo XIX y se extendió en diferentes oleadas hasta mediados del siglo XX. Hoy se estima que viven en el país unos 30.000 eslovenos, incluyendo a sus descendientes.

## Oleadas y orígenes de los inmigrantes

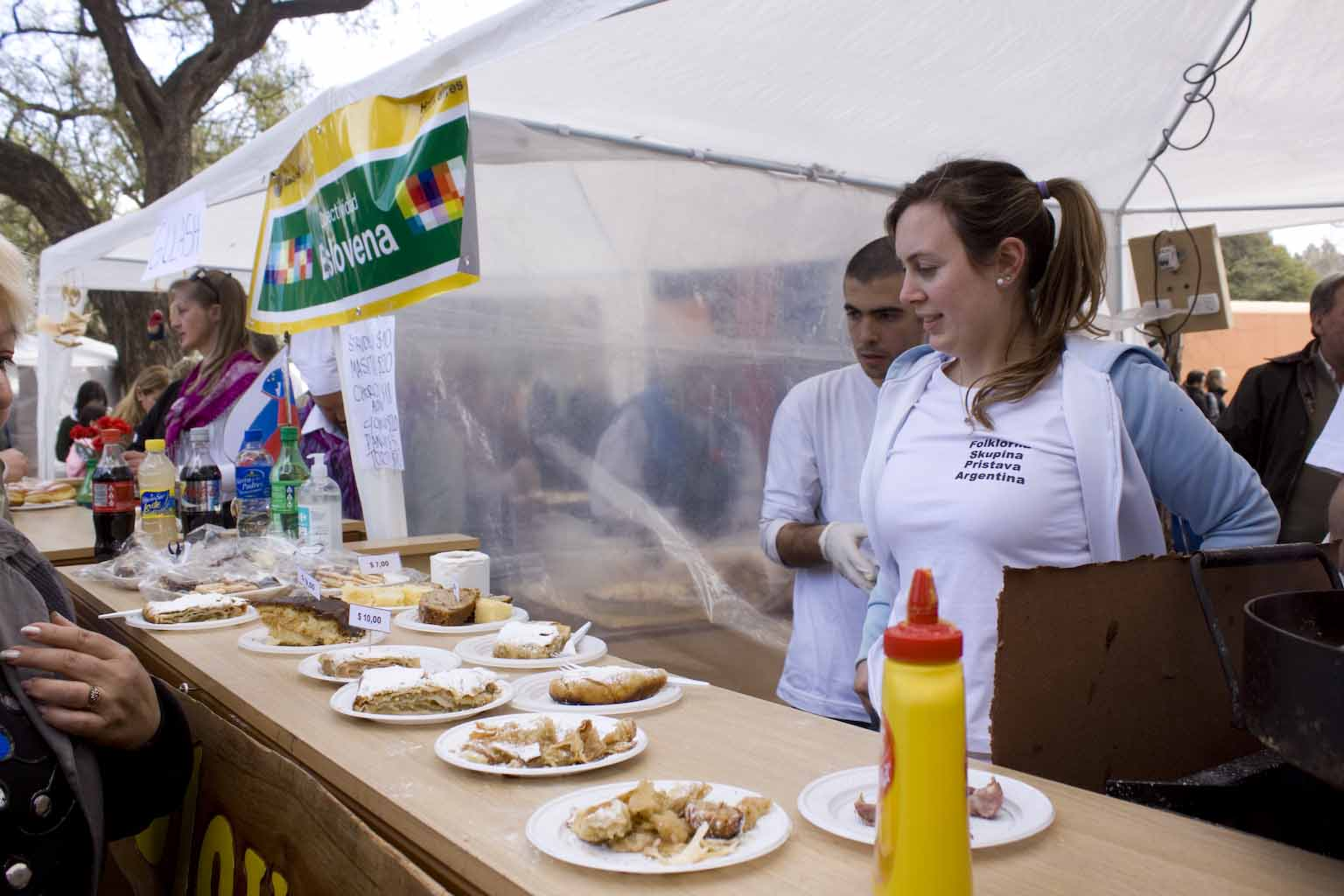
Comida eslovena en el Día del Inmigrante de 2011 en Buenos Aires.

Se pueden distinguir aproximadamente tres grandes etapas en la llegada de inmigrantes eslovenos a Argentina.
En la primera etapa, entre los años 1879 y 1888, los eslovenos que llegan al país se afincan sobre todo en las inmediaciones de Paraná (capital de Entre Ríos) y en el pueblo de San Benito. Esta corriente procedía mayoritariamente de la región de Prekmurje y eran sobre todo eslovenos magiarizados.
En la segunda etapa, entre 1900 y 1930, la inmigración se intensifica tanto por motivos económicos y políticos (estallido de la Primera Guerra Mundial en el Imperio Austro Húngaro, entidad de la que era parte la actual Eslovenia). Proceden sobre todo de Trieste y las regiones limítrofes de Vipava y Kras, escapando de la política de italianización fascista forzada llevada a cabo por el régimen de Benito Mussolini. La mayoría de los integrantes de esta corriente ingresan al país con pasaportes italianos o austríacos.
Cabe señalar que los inmigrantes de este período escaparon de un país por entonces desmembrado: las regiones de Carintia y Estiria fueron incorporadas a Austria, la región occidental a Italia y la región de Carniola al Reino de Yugoslavia, establecido en 1918. Se ha calculado que durante esta etapa arribaron unos 25.000 eslovenos al país.
La tercera etapa, posterior a 1945, se caracteriza por la llegada de inmigrantes que escapaban de la persecución del régimen comunista. La gran mayoría de esos emigrantes provenían de la región de Carniola (especialmente Baja Carniola, Carniola Interior y la ciudad de Ljubljana). Gran parte de los integrantes de esta corriente se asientan en el barrio porteño de Floresta, dónde aún hoy se conservan instituciones ligadas a la cultura eslovena. Otro grupo se estableció en la ciudad de Berisso. También hay testimonios que indican que se establecieron en Bariloche quienes escaparon de la entonces Yugoslavia de Tito en 1948 por medio de la Cruz Roja.

### Inmigrantes eslovenos con pasaporte italiano
Durante las primeras tres décadas del siglo XX, la mayoría de los eslovenos llegados a la Argentina lo hicieron con pasaporte italiano. Procedían sobre todo del Litoral esloveno y las zonas de Gorizia y Trieste, ciudades que al finalizar la Primera Guerra Mundial pasaron a estar bajo control italiano.

## Lugares dónde se establecieron

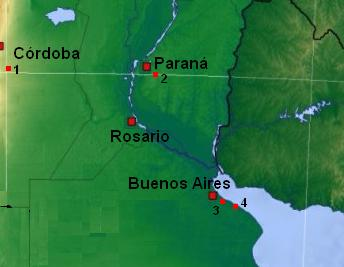
Principales puntos de radicación de los inmigrantes eslovenos en el país: Buenos Aires, Rosario, Córdoba, Paraná, Río Segundo (1), San Benito (2), Bernal (3) y Berisso (4).

Los principales asentamientos de eslovenos en la Argentina se radicaron en la ciudad de Buenos Aires (especialmente los barrios de Villa Devoto y Floresta), las localidades de Berisso y Bernal (provincia de Buenos Aires), las ciudades de Paraná y San Benito (Entre Ríos), las ciudades de Córdoba y Río Segundo (Córdoba) y Rosario (Santa Fe). 

### En Córdoba
La mayoría arribó entre 1927 y 1930. Se radicaron en Córdoba Capital y Río Segundo y muchos se emplearon en cervecerías o en el servicio ferroviario. Una gran parte de esta oleada provenía de la región de Gorizia (actual Italia). 
La "Sociedad Obrera Eslovena de Socorros Mutuos La Unión" (en esloveno; Slovensko Delavsko Poporno Društvo Edinost) se fundó oficialmente en 1940.

### En Rosario
La Asociación Eslovena Triglav Rosario fue fundada en 1930 y durante gran parte de su historia incluyó también a inmigrantes serbios y croatas. A partir de 1992, se denominó "Centro Cultural Croata Esloveno" y desde 1995 lleva su nombre actual.

## Instituciones
- Triglav Buenos Aires
- Triglav Rosario
- Asociación Eslovena de Córdoba
- Triglav Entre Ríos

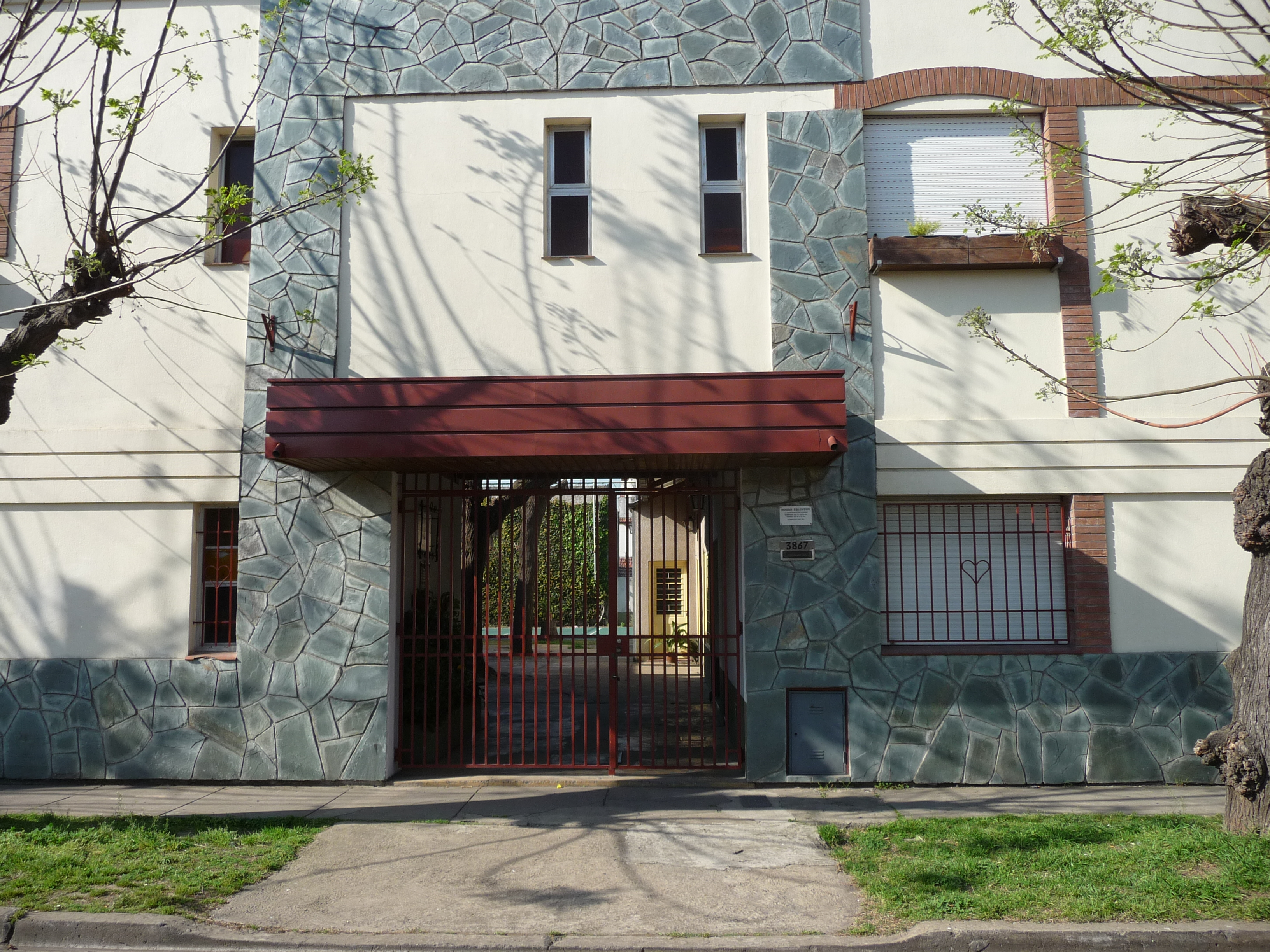
Institución de la colectividad eslovena en Carapachay, provincia de Buenos Aires.

- Asociación Eslovena Transmurana de Bernal
- Colectividad Eslovena de Berisso
- Asociación Civil Hogar Esloveno Social y Cultural Carapachay (Vicente López)
- KAMEN Asociación de Descendientes de Eslovenos del Centro de la provincia de Buenos Aires. Loma Negra, Olavarría